# 테런스 녹스
테런스 녹스(Terence Knox, 1946년 12월 16일 ~ )는 미국의 배우이다.
녹스는 워싱턴주 리치랜드에서 테리 데이비스 태생으로 아마추어 복싱 챔피언으로 56승 1패의 전적을 보유하고 있습니다. 워싱턴 주립대학교에서 영문학을 전공하고 졸업했으며 이후 포틀랜드 주립대학교의 연기 프로그램에서 미술 석사 학위를 취득했습니다.

## 영화
- 길라! (2012년)
- 사냥: 헌터스 킬러 (2011년) - 버나드 역
- 인베이더 (1995년)
- 엑스 도브 (1994년)
- 스위트 머더 (1993, Poisoned by Love: The Kern County Murders)
- 옥수수밭의 아이들2 (1993년)
- 폭설 (1990년)
- 트립와이어 (1989년) - 잭 역
- AFT의 학살 (1989년)
- 미망의 여인 (1987년)
- 미궁의 살인 사건 (1987, Murder Ordained)
- 머나먼 정글 (1987년)
- 휴마노이드 (1985년)
- 데드 체이스 (1985년)
- 중고차 소동 (1980년)